# Малинные моли
Малинные моли (лат. Schreckensteiniidae) — семейство чешуекрылых, включающее в себя около 8 видов. Наиболее известный вид — Моль малинная (Schreckensteinia festaliella), распространена повсеместно в Европе, интродуцирована на Гавайях, три вида рода Corsocasis встречаются в Юго-Восточной Азии.

## Описание
Бабочки мелких размеров, с размахом крыльев 13-15 мм. Передние крылья узкие, с острой вершиной. Задние крылья линейные, с очень широкой бахромкой. Семейство включает молей с плотными щетинками на задних ногах. Усики несколько короче переднего крыла, с удлинённым основным члеником и с тонкими длинными ресничками у самцов. Губные щупики длинные, загнутые вверх, направленные вперёд или вниз. Голени задних ног и сочленения их с первым члеником лапки покрыты длинными грубыми волосками.

## Систематика
- Род Schreckensteinia
- Род Corsocasis